# Nuyoricain
Nuyoricain (ou Newyoricain) est un mot-valise basé sur les termes « New York » et « Portoricain ». Le terme fait référence aux membres ou à la culture de la diaspora portoricaine située à New York ou aux alentours, ainsi qu'à leurs descendants (en particulier ceux élevés ou vivant toujours dans la région de New York).
Ce terme pourrait être utilisé pour les Portoricains vivant dans d'autres régions du Nord-Est des États-Unis en dehors de l'État de New York. Le terme est également utilisé par les Portoricains insulaires (portoricains de Porto Rico) pour différencier ceux d'ascendance portoricaine de ceux qui sont nés à Porto Rico.

## Liste
- Jennifer Lopez (chanteuse, actrice, productrice de musique et danseuse américaine)
- Marc Anthony (chanteur américain)
- Giannina Braschi (écrivaine portoricaine)
- Lin-Manuel Miranda (acteur américain)
- Sonia Sotomayor (juge à la Cour suprême des États-Unis depuis)

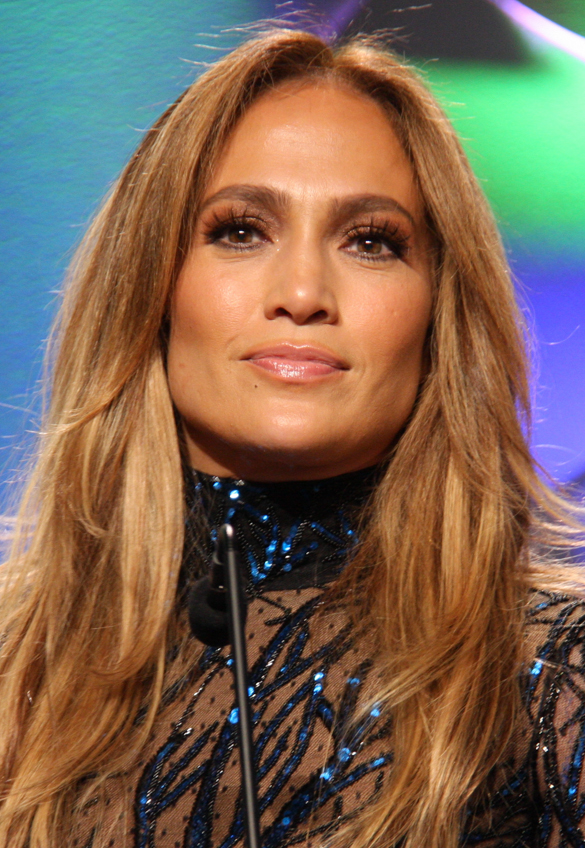
Jennifer Lopez, l'une des artistes les plus polyvalentes de l'histoire des États-Unis, est une Nuyoricaine.

- Richie Ray (musicien de salsa)